# Victoriano Crémer
Victoriano Crémer Alonso (Burgos, 18 december 1906 - León, 27 juni 2009) was een Spaans dichter en journalist.
Victoriano Crémer is bekend door zijn boeken Nuevos Cantos de Vida y Esperanza, Libro de Caín, Tiempo de Soledad en El Ultimo Jinete. In 2008 kreeg hij de "Jaime Gil de Biedma"-prijs. Daarnaast kreeg hij in 1963 de nationale prijs voor poëzie en in 1994 de prijs voor literatuur van de regio Castilië en León.

### Verhalen
- Libro de Caín (1958).
- Historias de Chuma-Chuco (1971). Novela.
- Libro de San Marcos (1981).
- Los trenes no dejan huella. Historia secreta de una ciudad (1986).
- Los extraños terroristas de la Sábana Santa (marionetas, títeres y otros volatines) (1994).
- La casona (2001).

### Poëzie
- Tendiendo el vuelo (1928).
- Tacto sonoro. Puestos de tierra adentro (1944).
- Fábula de B. D. (1945).
- Caminos de mi sangre 1947.
- Las horas perdidas (1949).
- La espada y la pared (1949).
- Nuevos cantos de vida y esperanza (1951).
- Nuevos cantos de vida y esperanza II (1952).
- Libro de Santiago (1954).
- Furia y paloma (1956).
- Con la paz al hombro (1959).
- Tiempo de soledad (1962).
- Diálogo para un hombre solo (1963).
- El amor y la sangre (1966).
- Poesía total (1944-1966) (1967).
- Nuevas canciones para Elisa (1972).
- Lejos de esta lluvia tan amarga (1974).
- Los cercos (1976).
- Poesía (1944-1984) (1984).
- El mundo de José Jesús (1987).
- El cálido bullicio de la ceniza (1990).
- Ciudad de los poetas (1990).
- La escondida senda (1993).
- El fulgor de la memoria (1996).
- Parábola de Amalia "La Petarda" (1997).
- La resistencia de la espiga (1997).
- La paloma coja (la encrucijada) (2002).
- Cualquier tiempo pasado (2003).
- El palomar del sordo: poesía en llamas (2005).
- Relámpagos tardíos (2007).
- Antología poética (2007).
- El último jinete (2008).

### Andere
- "Prólogo y pauta" a Carreño, José Víctor, Alba de ayer (1949).
- El trabajo y la poesía (1960). Ensay.
- "Prólogo" a Paniagua, Eleuterio, Los hombres se matan así (1961).
- León (1961).
- Burgos (1965).
- León y la tragedia de don Pedro Balanzategui Altuna (1969). Met José Eguiagaray Pallarés.
- Libro de Vela Zanetti (1974).
- Artistas en la galería de Maese Nicolás (1977). Hoofdauteur, León Maese Nicolás; teksten van Antonio Gamoneda en Victoriano Crémer.
- El libro de los derechos del niño (1978). Met Gloria Fuertes en Carmen Conde.
- León inevitable (1978).
- Victoriano Crémer: ante el espejo. León 1920-1940 (1978). Biografíe.
- León insólito, ayer y hoy (1981).
- Vela Síller (1981). Exposición, catálogo. Teksten van Victoriano Crémer en anderen.
- "Prólogo" a Serrano y Hernández, José Alberto, Filosofía del sentimiento de Jean Jacques Rousseau (1982).
- Tabla de varones ilustres, indinos y malbaratados de la ciudad de León y su circunstancia (1983).
- El viajero sospechoso (1987).
- La cueva del minotauro: recuerdo y presencia de la Unión General de Trabajadores en León (1988).
- Arte Lancia (1989).
- Victoriano Crémer y los niños (1989).
- "Discurso sin destino" (1992) Rede uitgesproken ter gelegenheid van de benoeming tot doctor honoris causa aan de universiteit van León op 18 oktober 1991.
- Libro de Castilla y León (1992).
- León en el Camino (1994). Met Javier García-Prieto Gómez.
- León (notas para una antología leonesa) (1995).
- León a la vista (1995).
- La Galicia de Villaamil. Exposición homenaxe: Carlos Villaamil: 1932-1989 (1995).
- Camino de Santiago (1995). Catálogo exposición del 30 de mayo al 25 de junio en la Casa de Galicia en Madrid; foto's van José Arias en teksten van Victoriano Crémer, uitgegeven voor de Xunta de Galicia.
- León: ayer y hoy (1997).
- Arte Lancia. 15 años - 15 pintores (2000). Cataloog van de kunstgalerij Lancia met teksten van Victoriano Crémer.
- Diverse artikels in El Diario de León.